# Alopecurus plettkei
Alopecurus plettkei là một loài thực vật có hoa trong họ Hòa thảo. Loài này được Mattf. mô tả khoa học đầu tiên năm 1917.